# Lemon Tree (Will-Holt-Lied)
Lemon Tree ist ein Folksong, den Will Holt in den späten 1950er Jahren schrieb. Die Melodie basiert auf dem brasilianischen Folksong Meu limão, meu limoeiro, der 1937 von José Carlos Burle arrangiert und von dem brasilianischen Sänger Wilson Simonal populär gemacht wurde. Das Lied vergleicht die Liebe mit einem Zitronenbaum: “Lemon tree very pretty, and the lemon flower is sweet, but the fruit of the poor lemon is impossible to eat.”
Der Song wurde u. a. von Peter, Paul and Mary, Chad & Jeremy, The Kingston Trio, The Seekers, Bob Marley and The Wailers, Herb Alpert and the Tijuana Brass, Sandie Shaw, The Brothers Four und Roger Whittaker aufgenommen. Im Jahr 1965 nahm Trini Lopez die erfolgreichste Version des Liedes auf, die Platz 20 der Billboard Hot 100 und Platz 2 der Billboard Middle Road Singles charts erreichte. In den USA wurde es in den späten 1960er Jahren als Jingle für das mit Zitronenduft versetzte Reinigungsmittel Pledge adaptiert.
Das Lied wird in der Seinfeld-Episode Diese Anrufbeantworter! erwähnt (Staffel 2, Episode 4, 17:38).
Ferner wird es in der Eine-schrecklich-nette-Familie-Episode Marcys Wickeltisch (Staffel 6, Episode 5, 17:00) zitiert, als es von der Figur Jefferson während einer Traumsequenz gesungen wird.